# リーマン・ジーゲルのシータ関数
リーマン・ジーゲルのシータ関数 (英:Riemann Siegel Theta function) とは、数学におけるハーディゼータ関数の定義式に現れる関数である。この関数はガンマ関数を用いて次のようにあらわせる。
{\displaystyle \theta (t)=\Im \log \Gamma \left({\frac {1}{4}}+{\frac {it}{2}}\right)-{\frac {1}{2}}t\log \pi }
である。
また、次のように変形できる。
{\displaystyle \theta (t)=\arg {\left(\Gamma \left({\frac {1}{4}}+{\frac {it}{2}}\right)\right)}-{\frac {1}{2}}t\log \pi }

## 漸近展開
{\displaystyle \theta (t)}の漸近展開は次のようになる。
{\displaystyle \theta (t)\sim {\frac {t}{2}}\log {\frac {t}{2\pi }}-{\frac {t}{2}}-{\frac {\pi }{8}}+{\frac {1}{48t}}+{\frac {7}{5760t^{3}}}+{\frac {31}{80640t^{5}}}+...}
ただし、この漸近展開は収束しない。